# Stolbovoj
Stolbovoj (Russisch: Столбовой остров) is een van de Ljachovski-eilanden, die een onderdeel zijn van de Nieuw-Siberische Eilanden. Het eiland is gelegen in de Oost-Siberische Zee en heeft een oppervlakte van 170 km². Het heeft een lengte van 46,7 km en is 10,3 km breed. Het hoogste punt van Stolbovoj is 222 m.
Het eiland werd in 1800 ontdekt door de Russische bonthandelaar en zeevaarder Jakov Sannikov.

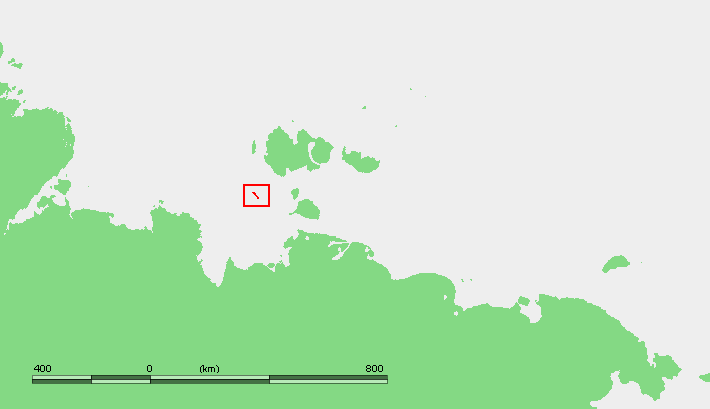
Ligging van het eiland
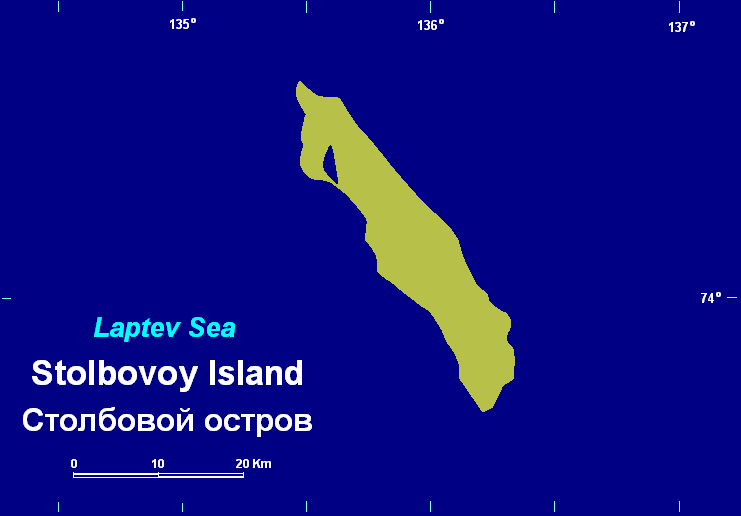
Kaart van Stolbovoj

Sannikovland (spookeiland)